# (29885) 1999 GN31
A (29885) 1999 GN31 a Naprendszer kisbolygóövében található aszteroida. A LINEAR projekt keretében fedezték fel 1999. április 7-én.